# Луго, Дэниел
Дэ́ниел Луго (англ. Daniel Lugo; 6 апреля 1963, Нью-Йорк) — американский убийца, основатель банды Sun Gym Gang, активно действовавшей в Майами, штат Флорида, в середине 1990-х годов. Банда, ответственная за убийства Фрэнка Грига и Кристины Фертон, а также похищение бизнесмена Марка Шиллера с последующим вымогательством, состояла в основном из культуристов, которые посещали фитнес-клуб Sun Gym, расположенный в районе Майами-Лейкс города Майами. В 1999 и 2000 годах журналист Пит Коллинз опубликовал в газете «Майами Нью Таймс» статью из трёх частей, рассказывавшую о преступлениях и другой деятельности Дэниела Луго и членов его банды. На основе статьи Коллинза был создан сценарий, по которому в 2013 году режиссёром Майклом Бэем был снят фильм «Кровью и потом: Анаболики» (англ. Pain & Gain), имевший коммерческий успех. После выхода фильма Дэниел Луго приобрёл известность в США и за пределами страны.

## Ранние годы
Дэниел Луго родился 6 апреля 1963 года в Нью-Йорке. Детство и юность провёл в боро Манхэттен. Дэниел рос в социально-неблагополучной обстановке, так как его отец страдал алкогольной зависимостью и проявлял агрессию по отношению к нему и к его сестре, в связи с чем воспитанием занималась в основном мать. Луго посещал школу Xavier High School, расположенную в центре Манхэттена, которую успешно закончил в 1981 году. В школьные годы Дэниел занимался спортом, выступал за школьную команду по американскому футболу. Он не имел проблем с законом, не злоупотреблял алкогольными и наркотическими веществами. После окончания средней школы, Луго поступил в Фордемский университет для изучения информатики. Он хорошо учился в университете, получал стипендию, был на хорошем счету в обществе и играл в основном составе команды университета по американскому футболу. Большинство из знакомых и друзей Дэниела того времени отзывались о нём крайне положительно. Несмотря на сложные взаимоотношения с отцом, Луго оказался единственным из детей кто проявил о нём заботу в то время когда он заболел раком.
В 1985 году Дэниел неожиданно забросил учёбу и незадолго до окончания обучения покинул учебное заведение из-за неуспеваемости и хронических прогулов. В начале 1986 года Луго устроился на работу в фитнес-клуб Manhattan Health Club, где познакомился с коллегой Лилиан Торрес, которая в октябре 1987 года стала его женой. В 1988 году пара переехала из Нью-Йорка в штат Флорида, где нашли приют у родственников Лилиан Торрес в местности Кендалл расположенной в округе Майами-Дейд. Через несколько месяцев Луго перевёз семью в город Хайалиа, где снял жильё и нашёл работу фитнес-тренера в фитнес-клубе Scandinavian Health and Racket Club, расположенном в Кендалл. Вскоре Лиллиан Торрес взяла на воспитание трёх детей своей сестры, которая умерла от последствий СПИДа. Семья начала испытывать материальные трудности, в связи с чем Дэниел Луго вскоре решился на совершение преступлений. В 1989 году несколько предпринимателей малого и среднего бизнеса дали объявление в газете The Miami Herald о поиске венчурного капитала. Луго, прочитав заметку и выдавая себя за финансового агента Дэвида Ловенштейна, представляющего некий фиктивный банк, стал предлагать свои услуги с целью кредитования американским предпринимателям малого и среднего бизнеса. В ходе финансовых махинаций, Дэниелу Луго в конечном итоге удалось присвоить себе сумму размером в 71 000 долларов, подобную махинацию он также совершил в штате Оклахома, где убытки его жертв составили 230 000 долларов. Луго был арестован в мае 1990 года и признал себя виновным в январе 1991 года. В качестве наказания он получил 15 месяцев лишения свободы, которые отбывал в исправительном учреждении Eglin Air Force Base Federal Correctional Institute.
После отбытия наказания Луго развёлся с женой и в конце 1992 года познакомился с Джоном Мисом — владельцем фитнес-клуба Sun Gym. К тому времени клуб испытывал серьёзные материальные трудности и был на грани закрытия. Для привлечения новых клиентов Луго предложил Мису свои услуги и ряд кардинальных решений по выходу из кризиса. Став тренером, Дэниелу Луго удалось добиться привлечения новых клиентов, в результате чего Мис вскоре повысил Дэниела до должности старшего менеджера. С помощью Луго, обладающего незаконченным образованием в области информатики, в фитнес-клубе было обновлено программное обеспечение, позволяющее отслеживать членские взносы и другие бухгалтерские операции. К лету 1994 года благодаря усилиям Дэниела Луго и Джона Миса фитнес-клуб Sun Gym приобрёл популярность и постепенно вытеснил конкурентов.

## Преступления
В 1994 году Луго при содействии своего друга и коллеги Хорхе Дельгадо познакомился с предпринимателем Марком Шиллером, который совместно с Дельгадо в начале 1990-х разработал схему мошенничества при продаже полисов медицинского страхования. Дело оказалось очень прибыльным, только в 1992 году Дельгадо заработал на этом 300 000 долларов. Однако Шиллер отказался от сотрудничества с Луго после того, как Дэниел ознакомившись со схемой мошенничества заявил, что Марк задолжал Дельгадо около 200 000 долларов. Шиллер отказался вернуть требуемую сумму, после чего в октябре 1994 года Луго предложил Дельгадо похитить Шиллера и заставить его выплатить долги. Для совершения преступления Луго также привлёк одного из рабочих фитнес-клуба Sun Gym — Стивенсона Пьера, который работал в фитнес-клубе с октября 1993 года, его двоюродного брата Карла Уикса и Эдриена Дурбала, который также работал в Sun Gym в должности персонального тренера. Впоследствии к банде присоединился ещё один работник клуба Sun Gym по имени Марио Санчес. За помощь в организации похищения Дэниел предложил сообщникам награду в 100 000 долларов. После нескольких неудачных попыток Шиллер был похищен 15 ноября 1994 года возле ресторана Schlotzky’s Deli. После похищения в течение нескольких дней Шиллер подвергался пыткам, не выдержав которых был вынужден переписать свою собственность и деньги со своих банковских счетов на имена похитителей. Некоторую собственность Шиллер переписал на компанию D & J International, которую создали Луго и Джон Мис. Более 1 000 000 долларов Шиллер перечислил на счет компании Sun Fitness7, которую также основали Луго и Мис. Ресторан Schlotzky’s Deli был передан во владение Хорхе Дельгадо. После того, как Шиллер опознал Луго и Дельгадо, Дэниел организовал попытку убийства Шиллера 15 декабря 1994 года, которая провалилась. Шиллер выжил и был отправлен в больницу Jackson Memorial Hospital, в которой Луго, Дурбал, Уикс и Пьер также предприняли попытку его убийства, которая провалилась. В январе 1995 года Шиллер покинул больницу и переехал в Нью-Йорк. Он нанял частного детектива Эда Дю Буа для расследования этого преступления с целью вернуть свою собственность и деньги. Дю Буа выяснил, что во всех сделках по передаче недвижимости принимал участие Джон Мис, который в то время обладал полномочиями на совершение нотариальных действий. Проведя расследование, Дю Буа связался со всеми участниками преступления и предложил добровольно вернуть всё имущество Шиллеру. Луго отказался сотрудничать с детективом, после чего Дю Буа в середине марта 1995 года передал всю информацию и все улики полиции. В это же время Эдриен Дурбал познакомился с танцовщицей по имени Беатрис Вейлланд. Девушка в свою очередь была знакома с крупным предпринимателем Фрэнком Григой, обладавшим парком дорогих спортивных автомобилей и сделавшим состояние в бизнесе по предоставлению платных сексуальных услуг по телефону. Дэниел Луго и Эдриен Дурбал организовали план по похищению Фрэнка Григи. Муж Беатрис Вейлланд организовал знакомство Дэниела Луго и Фрэнка Григи. Луго выдавая себя за успешного коммерсанта предложил Фрэнку Григе организовать подобный бизнес по предоставлению платных сексуальных услуг по телефону на территории Индии. 24 мая 1995 года Луго, Дурбал и Хорхе Дельгадо заманили Григу и его подругу Кристин Фертон в апартаменты Эдриена Дурбала, в ходе нападения Грига оказал ожесточенное сопротивление, в результате которого Дурбал задушил Фрэнка Григу. Кристин Фертон также оказала ожесточенное сопротивление, в ходе которого Дурбал сделал девушке несколько инъекций лошадиного транквилизатора, от передозировки которого вскоре скончалась. В течение нескольких следующих дней преступники расчленили тела Григи и Фертон, кремировали части тел и запечатали останки в вёдра и бочки, после чего утопили их в одном из каналов за пределами города. Сумку с кредитными картами и ювелирными украшениями убитых Луго распорядился выбросить в центре города, чтобы сбить с толку следствие. В совершении этого преступления банде помогла танцовщица Сабрина Петреску, состоявшая с Луго в романтических отношениях.

## Арест
Несмотря на действия по сокрытию следов преступления, 30 мая 1995 года полиция завела уголовное дело по факту исчезновения Фрэнка Григи и вскоре вышла на след банды. 3 июня 1995 года были арестованы Эдриен Дурбал и Хорхе Дельгадо. Во время обыска их апартаментов, полицией было найдено множество улик изобличающих членов банды в совершении похищения Шиллера и совершении убийств Григи и Фертон. Дэниел Луго был арестован 8 июня на Багамских островах. После ареста Дельгадо, Уикс, Пьер и Петреску согласились пойти на совершение сделки с правосудием. Все они дали признательные показания против Луго и Дурбала в обмен за отмену наказания в виде пожизненного лишения свободы. Члены банды подробно описали совершенные преступления и указали местонахождение останков тел Фрэнка Грига и Кристин Фертон. Дурбалу и Луго были предъявлены несколько серьёзных уголовных обвинений, включая убийство первой степени (по двум пунктам), покушение на убийство первой степени, вымогательство, похищение людей (по двум пунктам) и вооружённое похищение людей.

## Суд
Суд над членами банды Sun Gym Gang начался в конце 1995 года. Многочисленные доказательства, такие как следы крови, волос, фрагментов коврового покрытия апартаментов Эдриена Дурбала, где произошло убийство Фрэнка Григи, отпечатки пальцев подсудимых, личные вещи убитых, письма, указывали на причастность Луго и Дурбала к этим преступлениям. Кроме того на судебных заседаниях 90 человек выступили в качестве свидетелей обвинения с признательными показаниями против обвиняемых. 6 мая 1998 года Дэниел Луго и Эдриен Дурбал были признаны виновными по 40 пунктам обвинения и 28 мая 1998 года были приговорены к смертной казни. Джон Мис был приговорен к 56 годам заключения. Дельгадо был приговорен к 15 годам лишения свободы, Карл Уикс и Стивенсон Пьер к 10 и 7 годам лишения свободы соответственно.

## В заключении
Оказавшись в заключении, Дэниел Луго и Эдриен Дурбал регулярно стали подавать апелляции с целью отмены смертного приговора и назначения нового судебного разбирательства. Такие попытки Луго совершал в 2003, 2008 и 2012 годах, но все его апелляции неизменно отклонялись. В 2016 году Верховный Суд штата Флорида постановил, что система вынесения смертных приговоров в штате является неконституционной, а судьи штата позднее постановили, что многие заключённые, подлежащие казни, должны получить новые судебные разбирательства, поскольку присяжные не проголосовали единогласно за вынесение смертного приговора. На основании этого Эдриену Дурбалу в сентябре 2017 года удалось добиться для себя отмены смертного приговора и назначения нового судебного разбирательства. В начале 2020-х годов Дэниелу Луго  удалось добиться для себя отмены смертного приговора и назначения нового судебного разбирательства. Новое судебное разбирательство прошло в 2024 году и продлилось несколько месяцев. Суд прошёл с участием присяжных заседателей. Адвокаты Луго и Эдриена Дурбала требовали, чтобы им было назначено уголовное наказание в виде пожизненного лишения свободы без права на условно-досрочное освобождение, в то время как прокуратура округа Майми-Дэйд снова приговорить их к смертной казни. В конечном итоге 21 декабря 2024 года суд на основании вердикта жюри присяжных заседателей приговорить Луго и Дурбала к пожизненному лишению свободы, после чего 61-летний Дэниел Луго и 53-летний Эдриен Дурбал смогли покинуть камеру смертников и впервые почти за 30 лет прошедших со дня ареста присоединиться к основной популяции осужденных с более мягким режимом содержания.

## В массовой культуре
История жизни Дэниела Луго в период совершения им преступлений была изображена в художественном фильме «Кровью и потом. Анаболики» с Марком Уолбергом в роли Луго, Энтони Маки в роли Дурбала и Дуэйном Джонсоном в роли Пола Дойла, вымышленного персонажа, основанного на нескольких членах банды. Несмотря на коммерческий успех, фильм привёл в ярость Марка Шиллера и родственников убитых за то обстоятельство, что публика выразила сочувствие убийцам, а не жертвам.